# 长春大学
长春大学是一所位於中國吉林省长春市的公辦全日制普通高等學校，隸屬於吉林省教育廳，並由吉林省人民政府領導和管理。

## 历史

### 学校沿革
1946年 国立长春大学农学院

1949年——1952年 长春工业会计统计专门学校 

1952年——1954年 东北工业会计统计专科学校 

1954年——1958年 长春工业计划经济学校 

1958年——1960年 长春冶金专科学校 

1960年——1962年 吉林矿冶学院 

1962年——1970年 吉林省工业学校 

1970年——1983年 吉林省机械工业学校 

1983年——1987年 吉林机电专科学校 
1987年，吉林科技大学、吉林机电专科学校、长春外国语专科学校、长春职业大学四校合并成立长春大学。

### 合并后的长春大学
现在的长春大学是经国家教委批准，由四所院校实体合并组建而成的省属综合大学。1987年6月李鹏同志为学校题写校名并题词：“立足地方，面向未来。”
学校有两个教学园区，一个教学实践和科研试验基地，总占地面积118万多平方米。固定资产5.26亿，图书馆藏书110多万册。设有17个教学院部，38个本科专业。2009年1月15日，在吉林省第三届学位委员会第二次会议上，经答辩评审，长春大学被确定为新增硕士学位授予权立项建设单位。学校已与11个国家的33所院校建立了友好合作关系。
学校于1987年在中国大陆首创残疾人特殊高等教育，填补了中国身心障碍人士高等教育的空白，也是中国大陆为数不多同时为盲人、聋人及肢體障礙者等身心障碍人士提供高等教育的本科院校。其办学规模、学历层次、社会影响在中国大陆具有一定的代表性。中国残联主席邓朴方也曾将长春大学特殊教育学院称为中国特殊教育的“龙头”。

## 校园环境

### 校外环境
长春大学坐落在人民大街与卫星路交汇处，位于科研院所、大专院校密集的环南湖文化区。